# Беталинк
«Бетали́нк» — бывшая российская сеть салонов связи, принадлежавшая ЗАО «Беталинк». Специализировалась на продаже сотовых телефонов, аксессуаров к мобильным телефонам, телефонов DECT, цифровой фототехники, мобильных контрактов. Штаб-квартира — в Москве.
24 декабря 2015 года российская компания ООО «СЕО», специализирующаяся на продаже сотовых телефонов и аксессуаров к мобильным телефонам, подала заявку в Роспатент о регистрации торговой марки «Беталинк».
14 декабря 2016 года вступила в силу государственная регистрация правообладателя на товарные знаки, знаки обслуживания. Номер государственной регистрации: 598777. Номер заявки: 2015742557

## Собственники и руководство
Основной владелец сети — Лучко Лилия.
Бывший владелец сети — Владимир Анненков.

## Деятельность

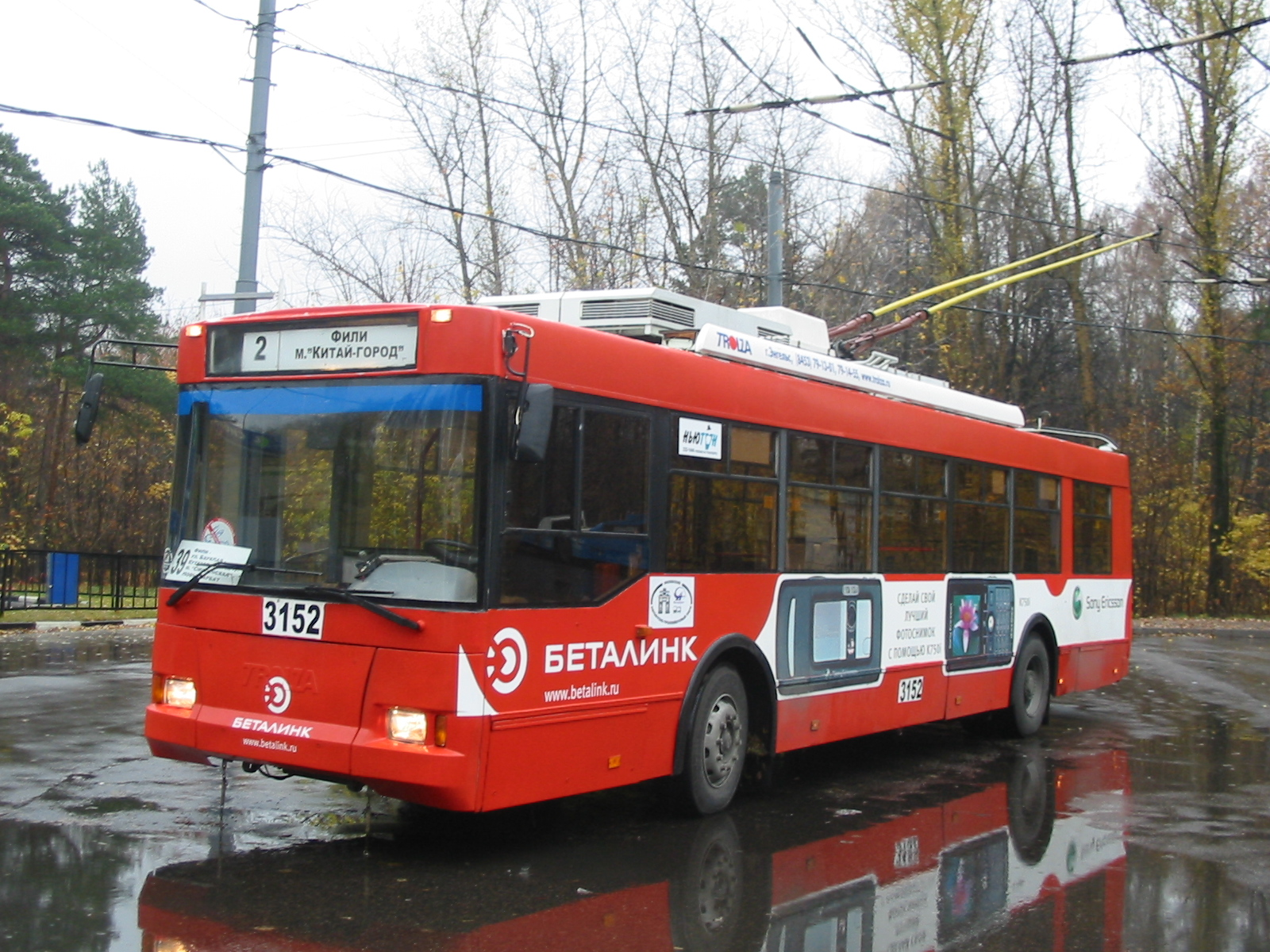
Московский троллейбус в рекламе фирмы Беталинк (2005)

В сети на февраль 2009 года насчитывалось около 650 салонов связи.
Оборот компании в 2006 году составил $690 млн. ($470 млн в 2005 году).

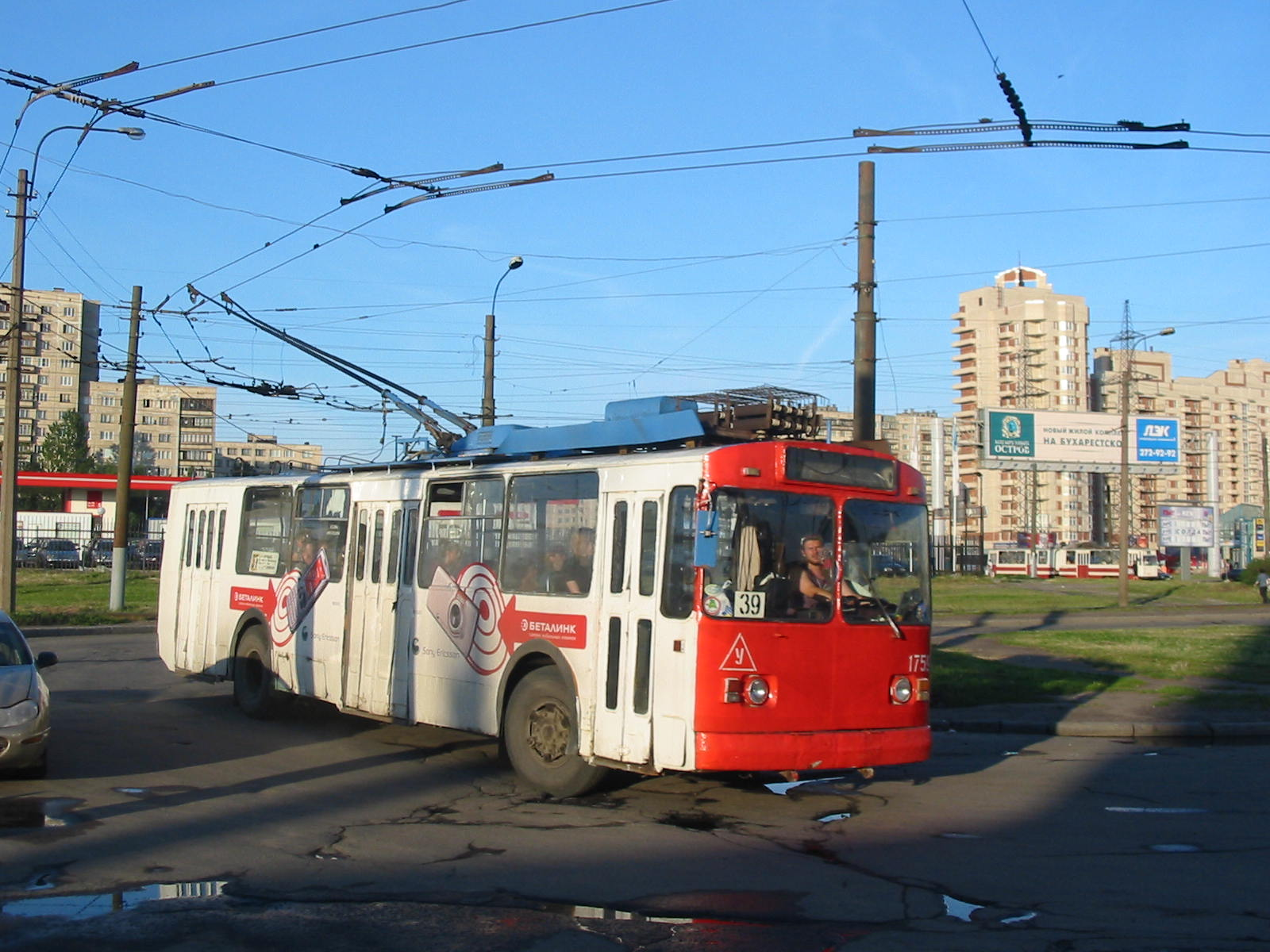
Петербургский троллейбус в рекламе Беталинк (2005)

## Банкротство компании
В конце января 2009 года началось массовое закрытие салонов.
7 февраля 2009 года в прессе появилась информация о том, что компания находится на грани банкротства. Компания «Евросеть» подала заявку в Федеральную антимонопольную службу на покупку 100 % сети «Беталинк».
6 марта 2009 года компания подала в Арбитражный суд г. Москвы иск о признании компании несостоятельной (банкротом), аудиторская проверка не нашла более $1,7 млрд.
В конце марта 2009 года стало известно, что компания «Связной» получила право аренды двухсот лучших торговых точек, ранее принадлежавших «Беталинку».
31 июля 2009 года Арбитражным судом Москвы в отношении ЗАО «Беталинк» введена процедура наблюдения.
18 февраля 2010 года компания была признана банкротом.
3 декабря 2018 года торговая марка и знак обслуживания «Беталинк» были реорганизованы компанией ООО «СЕО» в Роспатенте.